# Копаница (хоро)
Копаница е български народен танц, хоро, изпълняван много живо. Хороводецът определя танцовата фигура.
Тя е в неравноделен тактов размер 11/16, брои се раз-два-трии-четири-пет.
В хореографската практика името „копаница“ е употребено за първи път от хореографа Х. Гарибов.